# Tipula (Lunatipula) productisterna
Tipula (Lunatipula) productisterna is een tweevleugelige uit de familie langpootmuggen (Tipulidae). De soort komt voor in het Nearctisch gebied.